# Filoméla

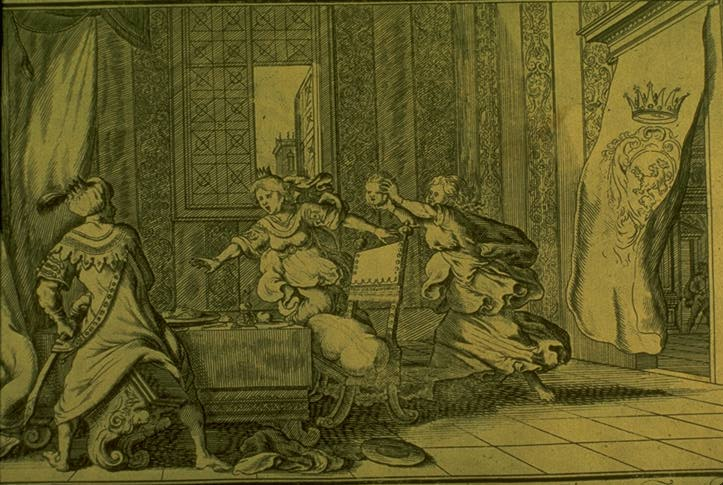
Filoméla a Prokné ukazují Téreovi Ityovu hlavu

Filoméla (řecky Φιλομήλα, latinsky Philomela) je v řecké mytologii dcerou athénského krále Pandíóna.
Její sestru Prokné král Pandíón provdal za thráckého krále Térea, spojence ve válce. Prokné mu porodila syna Itya.
Po několika letech vyslala Prokné svého manžela do Athén, aby přivedl její sestru. Téreus podlehl Filomélině kráse, znásilnil ji a vyřízl jí jazyk, aby ho nemohla obžalovat. Oznámil, že Filoméla zemřela.
Filoméla si však našla způsob: vetkala zprávu do obrazu. Prokné připravila strašnou pomstu, připravila manželovi hostinu ze zabitého Itya. Téreus chtěl obě sestry zabít, ale zabránili tomu bohové a všechny tři proměnili v ptáky. Z Prokné se stala vlaštovka, z Filomély slavík a Téreus se změnil v dudka.
Král Pandíón z toho žalem zemřel.

## Odraz v umění
Tento příběh je ztvárněn v Ovidiových Proměnách, Kniha VI. – Prokné a Filoméla a také se hojně vyskytuje na mnohých vázových malbách.